# Dicladispa occator
Dicladispa occator is een keversoort uit de familie bladkevers (Chrysomelidae). De wetenschappelijke naam van de soort werd in 1838 gepubliceerd door Gaspard Auguste Brullé.